# Association norvégienne pour les droits des femmes
L'Association norvégienne pour les droits des femmes (en norvégien : Norsk Kvinnesaksforening, NKF) est la principale et plus ancienne organisation des droits des femmes en Norvège. Elle a été fondée en 1884 par plusieurs Norvégiennes de premier plan, dont plusieurs premiers ministres.
Son principe de base est que la jouissance pleine et entière des droits de l'homme est due à toutes les femmes et les filles. L'actuelle présidente (depuis 2018) est Karin M. Bruzelius. La NKF est membre de l'Alliance internationale des femmes.
La récompense la plus prestigieuse décernée par l'association est l’obtention du titre de membre honorifique, remis pour la première fois à Camilla Collett en 1884. Depuis 2009, l’association remet le prix Gina Krog, du nom de l'une de ses cofondatrices.

## Présidence
| Portrait                                                               | Identité                                 | Période | Période  | Durée         |
| Portrait                                                               | Identité                                 | Début   | Fin      | Durée         |
| ---------------------------------------------------------------------- | ---------------------------------------- | ------- | -------- | ------------- |
| Hagbard Berner                                                         | Hagbard Berner (en) (1839 - 1920)        | 1884    | 1885     | 1 an          |
| Anna Stang                                                             | Anna Stang (en) (1834 - 1901)            | 1885    | 1886     | 1 an          |
| Ragna Nielsen                                                          | Ragna Nielsen (1845 - 1924)              | 1886    | 1888     | 2 ans         |
| Anna Bugge-Wicksell                                                    | Anna Bugge-Wicksell (1862 - 1928)        | 1888    | 1889     | 1 an          |
| Ragna Nielsen                                                          | Ragna Nielsen (1845 - 1924)              | 1889    | 1895     | 6 ans         |
| Randi Blehr                                                            | Randi Blehr (1851 - 1928)                | 1895    | 1899     | 4 ans         |
| Fredrikke Marie Qvam                                                   | Fredrikke Marie Qvam (1843 - 1938)       | 1899    | 1903     | 4 ans         |
| Randi Blehr                                                            | Randi Blehr (1851 - 1928)                | 1903    | 1922     | 19 ans        |
| Pas de portrait sous licence libre disponible pour Aadel Lampe.        | Aadel Lampe (en) (1857 - 1944)           | 1922    | 1926     | 4 ans         |
| Fredrikke Mørck                                                        | Fredrikke Mørck (1861 - 1934)            | 1926    | 1930     | 4 ans         |
| Anna Hvoslef                                                           | Anna Hvoslef (1866 - 1954)               | 1930    | 1935     | 5 ans         |
| Kitty Bugge                                                            | Kitty Bugge (en) (1878 - 1938)           | 1935    | 1936     | 1 an          |
| Margarete Bonnevie                                                     | Margarete Bonnevie (1884 - 1970)         | 1936    | 1946     | 10 ans        |
| Dakky Kiær                                                             | Dakky Kiær (1892 - 1980)                 | 1946    | 1952     | 6 ans         |
| Ingerid Gjøstein Resi                                                  | Ingerid Gjøstein Resi (1901 - 1955)      | 1952    | 1955     | 3 ans         |
| Marit Aarum                                                            | Marit Aarum (en) (1903 - 1956)           | 1955    | 1956     | 1 an          |
| Eva Kolstad                                                            | Eva Kolstad (1918 - 1999)                | 1956    | 1968     | 12 ans        |
| Signe Swensson                                                         | Signe Swensson (en) (1888 - 1974)        | 1956    | 1956     | moins d’un an |
| Pas de portrait sous licence libre disponible pour Clara Ottesen.      | Clara Ottesen (en) (1911 - 1997)         | 1968    | 1972     | 4 ans         |
| Kari Skjønsberg                                                        | Kari Skjønsberg (1926 - 2003)            | 1972    | 1978     | 6 ans         |
| Karin Maria Bruzelius                                                  | Karin Maria Bruzelius (en) (née en 1941) | 1978    | 1984     | 6 ans         |
| Pas de portrait sous licence libre disponible pour Sigrun Hoel.        | Sigrun Hoel (en) (née en 1951)           | 1984    | 1988     | 4 ans         |
| Pas de portrait sous licence libre disponible pour Irene Bauer.        | Irene Bauer (en) (1945 - 2016)           | 1988    | 1990     | 2 ans         |
| Pas de portrait sous licence libre disponible pour Siri Hangeland.     | Siri Hangeland (en) (née en 1952)        | 1990    | 1992     | 2 ans         |
| Pas de portrait sous licence libre disponible pour Bjørg Krane Bostad. | Bjørg Krane Bostad (en) (née en 1948)    | 1992    | 1994     | 2 ans         |
| Kjellaug Pettersen                                                     | Kjellaug Pettersen (en) (1934 - 2012)    | 1994    | 1998     | 4 ans         |
| Pas de portrait sous licence libre disponible pour Siri Hangeland.     | Siri Hangeland (en) (née en 1952)        | 1998    | 2004     | 6 ans         |
| Berit Kvæven, 30 mai 2015.                                             | Berit Kvæven (en) (née en 1942)          | 2004    | 2006     | 2 ans         |
| Torild Skard                                                           | Torild Skard (en) (née en 1936)          | 2006    | 2013     | 7 ans         |
| Margunn Bjørnholt                                                      | Margunn Bjørnholt (née en 1958)          | 2013    | 2016     | 3 ans         |
| Marit Nybakk                                                           | Marit Nybakk (née en 1947)               | 2016    | 2018     | 2 ans         |
| Karin Maria Bruzelius                                                  | Karin Maria Bruzelius (en) (née en 1941) | 2018    | 2020     | 2 ans         |
| Pas de portrait sous licence libre disponible pour Anne Hege Grung.    | Anne Hege Grung (en) (née en 1965)       | 2020    | En cours | 5 ans         |

## Autres membres
- Cecilie Thoresen Krog
- Gerd Wormdal, géographe norvégienne
- Lilly Bølviken, juriste

### Sources et bibliographie
- (no) Aslaug Moksnes, Likestilling eller særstilling? Norsk kvinnesaksforening 1884-1913, Gyldendal Norsk Forlag, 1984, 296 p.  (ISBN 8205153566)
- (no) Elisabeth Lønnå, Stolthet og kvinnekamp: Norsk kvinnesaksforenings historie fra 1913, Gyldendal Norsk Forlag, 1996, 341 p.  (ISBN 8205244952)